# Đông Thuận (phường)
Đông Thuận là một phường thuộc thị xã Bình Minh, tỉnh Vĩnh Long, Việt Nam.

## Địa lý
Phường Đông Thuận có vị trí địa lý:
- Phía đông và phía nam giáp xã Đông Bình
- Phía tây giáp phường Cái Vồn và xã Mỹ Hòa
- Phía bắc giáp phường Cái Vồn và xã Thuận An.

Phường Đông Thuận có diện tích 3,94 km², dân số năm 2012 là 8.729 người, mật độ dân số đạt 2.215 người/km².

## Hành chính
Phường Đông Thuận được chia thành 5 khóm: Đông Thuận, Đông Bình, Đông Bình A, Đông Bình B, Đông An.

## Lịch sử
Địa bàn phường Đông Thuận trước đây là một phần xã Đông Bình thuộc huyện Bình Minh.
Ngày 28 tháng 12 năm 2012, Chính phủ ban hành Nghị quyết số 89/NQ-CP. Theo đó, chuyển huyện Bình Minh thành thị xã Bình Minh và thành lập phường Đông Thuận trên cơ sở điều chỉnh 394,16 ha diện tích tự nhiên, 8.729 người của xã Đông Bình.

## Di tích

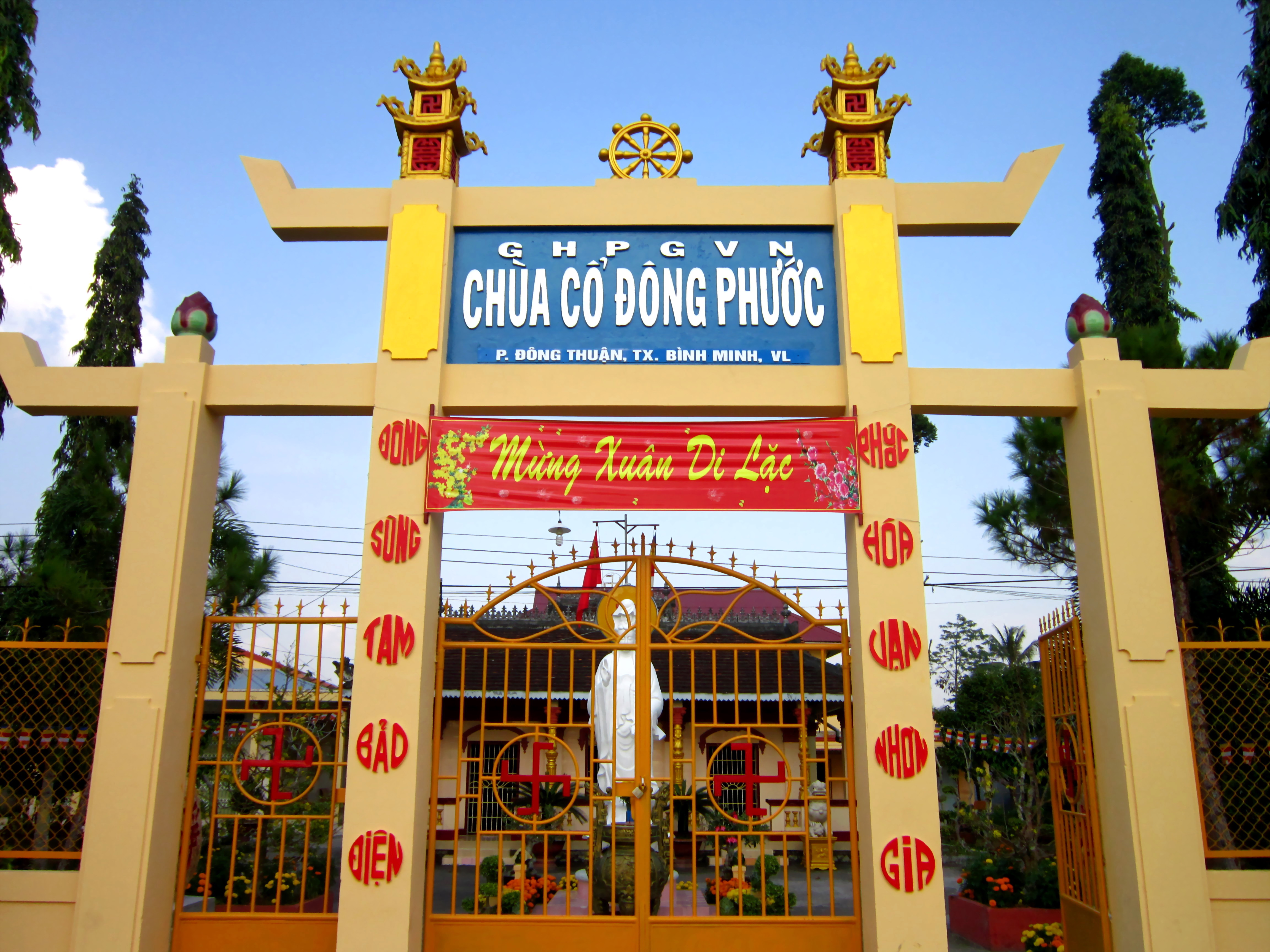
Chùa cổ Đông Phước

Chùa cổ Đông Phước: Hiện nay, chùa tọa lạc trên địa bàn của phường Đông Thuận, và nằm trong hệ phái Bắc Tông. Chùa được xây dựng vào khoảng năm 1890. Lúc đầu, chùa chỉ là một am nhỏ đơn sơ bằng tre lá, do một vị sư (chưa biết tên) dựng lên để tu hành. Từ năm 1920 đến năm 1930, chùa được tái thiết lại chánh điện và nhà hậu Tổ. Trong hai cuộc chiến trước năm 1975, chùa Đông Phước là một cơ sở của quân kháng chiến. Đáng kể là vào năm 1946, từ nơi đây quân kháng chiến đã tổ chức xuất kích trận đánh đầu tiên, mở đầu cho công cuộc kháng chiến chống Pháp ở huyện Bình Minh. Sau khi biết được, năm 1947, quân Pháp đã kéo đến tàn sát và chôn tập thể 12 vị sư và phật tử. Sau vụ thảm sát, thầy Thích Phước Nhàn (hiện là trụ trì chùa) lúc đó mới 16 tuổi, được cha mẹ cho vào tu tại chùa, và tiếp tục tham gia hoạt động kháng chiến. Vào tháng 2 năm 2009, chùa Đông Phước được công nhận bằng Di tích lịch sử văn hóa cấp tỉnh.